# Fanny Moran-Olden
Fanny Moran-Olden (Cloppenburg, 28 de setembre de 1855 - Schöneberg prop de Berlín, 12 de febrer de 1905) fou una cantant d'òpera alemanya.
Degué la seva educació musical al professor Haas, de Hannover, i Augusta Götze, de Dresden, la contractaren per primera vegada a Frankfurt del Main; el 1879 va contraure matrimoni amb el tenor Moran, el 1884 formà part de la companyia del Teatre Municipal de Leipzig, i el 1895 del Teatre Reial de Múnic, on, després de divorciar-se del seu primer marit casà (1897) amb el cantant de palau Theodor Bertram. El 1898 treballà en el Teatre Municipal d'Hamburg i més tard ensenyà cant a Berlín. Finalment fou cantant de cambra del gran ducat d'Oldenburg. En molts dels seus concert anava acompanyada del pianista Karl Wendling.
La seva veu era de gran extensió, de manera que desenvolupava tan bé els rols de soprano alta (Norma, Doña Ana, Isolda) com els de soprano baixa (Fides, Lea).